# 第15混成航空団
第15混成航空団（だい15こんせいこうくうだん、朝鮮語：제15혼성비행단（漢字表記：第15混成飛行團）、英称：ROKAF 15th Mixed Wing）は、大韓民国空軍の航空団（飛行団）の一つで、京畿道城南市のソウル空軍基地に所在する。航空団司令官には空軍准将が充てられている。
本航空団はソウル首都圏唯一の空軍飛行部隊であり、大統領専用機のほか白頭偵察機、金剛偵察機、CASA CN-235戦術輸送機およびC-130戦術輸送機を装備する飛行隊を管理している。
建設中の第2ロッテワールドに関連して、予定されている112階建て高さ555メートルの超高層ビルの存在による離着陸アプローチの問題により、空軍とロッテとの間で紛争が生じており本航空団は移転の必要性を取り沙汰され、ロッテ寄りの発言をした大統領に対して空軍は水面下であるものの不満を漏らしている。

## 部隊編制
- 第255特殊作戦飛行隊 - 1988年からC-130H戦術輸送機を運用する。
- 第296偵察飛行隊
- 第256戦術空輸飛行隊